# Lijst van beschermd erfgoed in Jalhay
Onderstaande tabel geeft een overzicht van de beschermde erfgoederen in de gemeente Jalhay. Het beschermd erfgoed maakt deel uit van het cultureel erfgoed in België.
| Object | Bouwjaar/architect | Deelgemeente | Adres                  | Coördinaten                  | Nummer?                | Afbeelding |
| --- | ------------------ | ------------ | ---------------------- | ---------------------------- | ---------------------- | --- |
| Orgels van de kerk Saint-Hubert |                    |              |                        | 50° 33' 19" NB, 5° 56' 2" OL | 63038-CLT-0001-01 Info | |
| Koloniaal Panhaus |                    |              |                        | 50° 31' 32" NB, 6° 2' 39" OL | 63038-CLT-0002-01 Info | |
| Huis Lespire: gevels en daken |                    |              | place du Marché, n°230 | 50° 31' 1" NB, 5° 55' 54" OL | 63038-CLT-0003-01 Info | Huis Lespire: gevels en daken |
| Klokkentoren kerk Saint-Lambert |                    |              |                        | 50° 31' 2" NB, 5° 56' 1" OL  | 63038-CLT-0004-01 Info | Klokkentoren kerk Saint-Lambert |
| Oude eik, vijver |                    |              |                        | 50° 31' 2" NB, 5° 56' 1" OL  | 63038-CLT-0005-01 Info | Oude eik, vijver |
| Grenspaal B-P.155 |                    |              |                        | 50° 31' 9" NB, 6° 4' 1" OL   | 63038-CLT-0007-01 Info | Grenspaal B-P.155 |
| Grenspaal B-P.156 |                    |              |                        | 50° 31' 11" NB, 6° 4' 23" OL | 63038-CLT-0008-01 Info | |
| "Signal géodésique de la baraque Michel"                                                                                           |                    |              |                        | 50° 31' 15" NB, 6° 3' 46" OL | 63038-CLT-0009-01 Info | |
| Grenspaal FI-CI Nord |                    |              |                        | 50° 31' 33" NB, 6° 4' 22" OL | 63038-CLT-0010-01 Info | |
| Grenspaal FI-CI Sud |                    |              |                        | 50° 31' 16" NB, 6° 4' 23" OL | 63038-CLT-0011-01 Info | |
| Ensemble van verschillende historische bewijzen en omgeving, op het grondgebied van de gemeentes Jalhay, Baelen, Waimes en Malmédy |                    |              |                        | 50° 31' 32" NB, 6° 2' 39" OL | 63038-CLT-0012-01 Info | Ensemble van verschillende historische bewijzen en omgeving, op het grondgebied van de gemeentes Jalhay, Baelen, Waimes en Malmédy |